# 瓦拉茲達特·阿魯秋尼揚

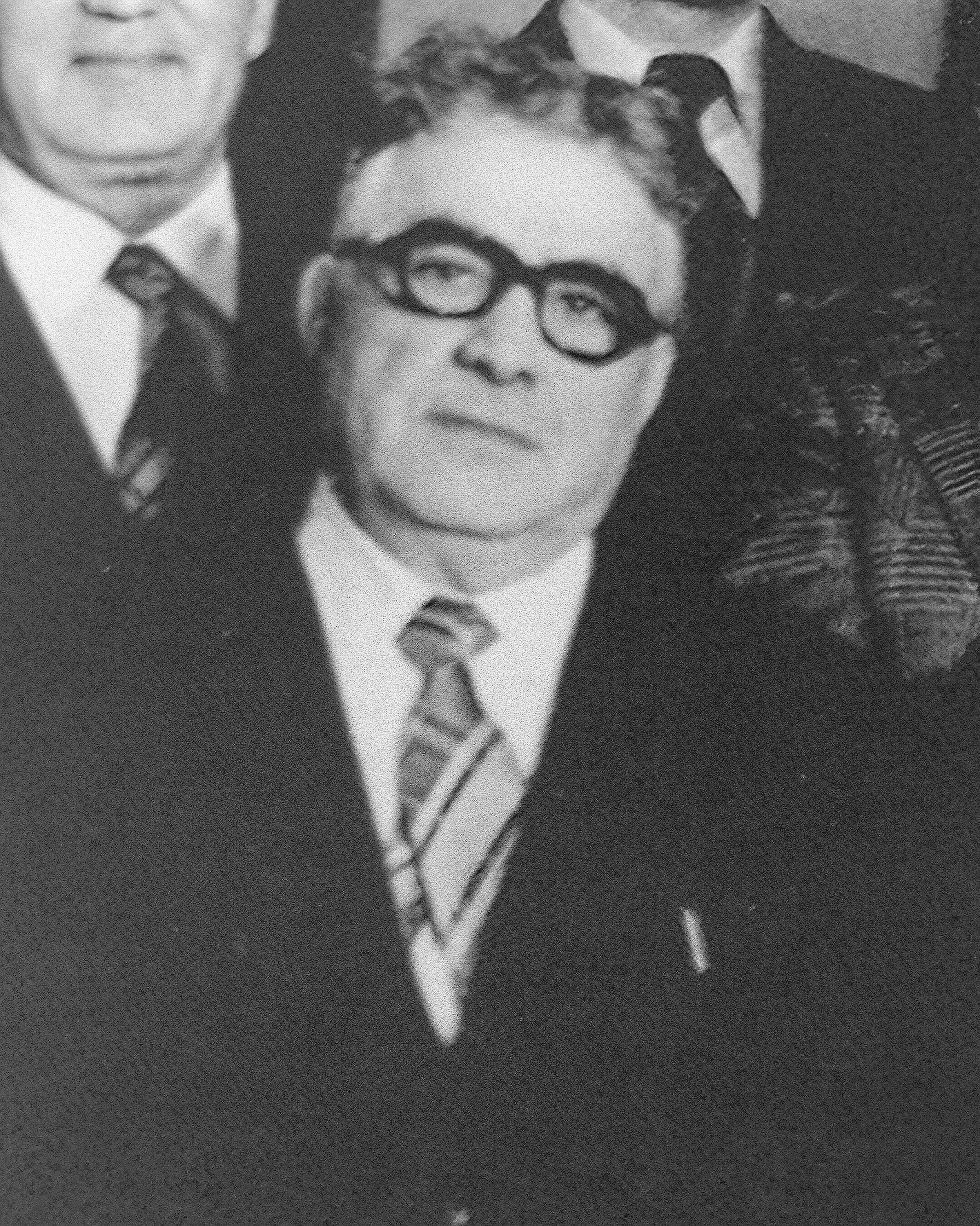

瓦拉茲達特·馬蒂羅西·阿魯秋尼揚（1909年11月29日—2008年3月20日），建築師，教授，亞美尼亞國家科學院院士，教育家。

## 外部連結
- Life of Academician Varazdat Harutyunyan （页面存档备份，存于）
- YouTube上的Academic and Architect Varazdat Harutyunyan speaking about Baghdasar Arzoumanian (April, 2007, in Armenian)